# Samtgemeinde Sittensen
Samtgemeinde Sittensen er en Samtgemeinde med 9 kommuner, beliggende i den østlige centrale del af Landkreis Rotenburg (Wümme), i den nordlige del af den tyske delstat Niedersachsen. Samtgemeindens administration ligger i byen Sittensen.

## Geografi
Området ligger omkring 20 km nordøst for landkreisens administrationsby, Rotenburg. Floden Ramme løber ud i Oste sydvest for Sittensen.

### Inddeling
I Samtgemeinden ligger kommunerne:
1. Groß Meckelsen
2. Hamersen
3. Kalbe
4. Klein Meckelsen
5. Lengenbostel
6. Sittensen
7. Tiste
8. Vierden
9. Wohnste